# Arctodium vulpina
Arctodium vulpina es una especie de coleóptero de la familia Glaphyridae.

## Distribución geográfica
Habita en Chile.